# ケープ・コースト城

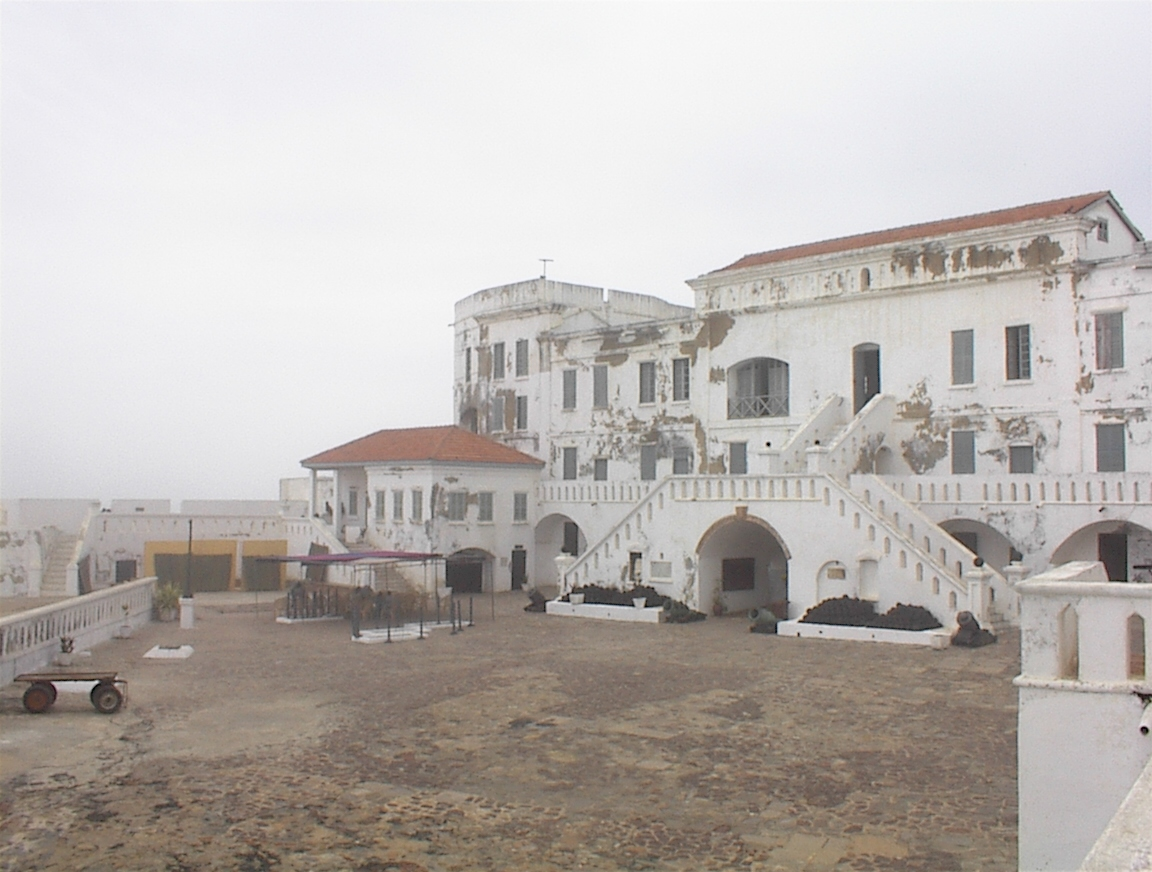
ケープ・コースト城

ケープ・コースト城（ケープ・コーストじょう、英文表記: Cape Coast Castle）は、ガーナにある要塞。最初にこの場所へ建設された木造の建造物は、スウェーデン・アフリカ会社のために1653年に建てられ、スウェーデン王カール10世にちなんでカロルスボル (Carolusborg) と名付けられた。後に建物は石を用いて復元された。
1663年4月、スウェーデン領黄金海岸の最後の拠点だったこの城はオランダによって占領され、オランダ領黄金海岸の一部となった。しかし翌1664年に、城はイングランド人により征服され、18世紀後半に貿易商人委員会 (Committee of Merchants) によって大規模な再建が行われた。この委員会の委員長は、当時イギリスの植民地全体の管理を行っていた。1844年、城はイギリス領ゴールド・コーストの植民政府の中心地となったのである。
城は木材と金の貿易を目的として建設され、その後大西洋奴隷貿易に使用された。城及びその地下牢はイギリス公共事業局により、1920年代に最初の修復が行われた。ガーナが独立した後の1957年、ガーナ美術館・芸術評議会（Ghana Museums and Monuments Board、略称GMMB）の管理下に置かれていた。1990年代初頭、建物はガーナ政府により再度修復が施された。この際に国際連合開発計画 (UNDP) 、アメリカ合衆国国際開発庁 (USAID) 、スミソニアン博物館、そして各NGO団体からの資金援助を受けている。
1979年にはユネスコの世界遺産「ヴォルタ州、グレーター・アクラ州、セントラル州、ウェスタン州の城塞群」の一つとして登録されている。
2009年にケープ・コースト城を訪問したアメリカのバラク・オバマ大統領の妻ミシェル・オバマは黒人奴隷の子孫であるために、現地の伝統的な族長たちから「ケープ・コーストの女王」と呼ばれた。